# Juegos del Sudeste Asiático
Los Juegos del Sudeste Asiático son un evento multideportivo bienal en el que participan deportistas de los actuales 11 países del Sudeste Asiático. Los juegos están bajo la regulación de la Federación de los Juegos del Sudeste Asiático con supervisión del Comité Olímpico Internacional (COI) y el Consejo Olímpico de Asia.

## Historia
Los Juegos del Sudeste Asiático deben sus orígenes a los Juegos Peninsulares del Sudeste Asiático. El 22 de mayo de 1958, delegados de los países de la península del Sudeste Asiático que acudieron a los Juegos Asiáticos en Tokio (Japón) tuvieron una reunión y acordaron establecer una organización de deporte. Los Juegos Peninsulares del Sudeste Asiático fueron conceptualizados por Luang Sukhum Nayaoradit, entonces Vicepresidente del Comité Olímpico de Tailandia. La propuesta fue un evento de deportes regional que ayudara a promover la cooperación, entendimiento y mejorar las relaciones entre países en la región del sudeste asiático.
Seis países, Birmania (ahora Myanmar), Camboya (ahora Camboya), Laos, Malaya (ahora Malasia), Tailandia y Vietnam fueron los miembros fundadores. Estos países acordaron en celebrar los Juegos bienalmente en junio de 1959 y el Comité de los Juegos se formó después.
Los primeros juegos fueron celebrados en Bangkok del 12 al 17 de diciembre de 1959 compuesto por más de 527 atletas y oficiales de Tailandia, Birmania, Malaya (ahora Malasia), Singapur, Laos y Vietnam Del Sur que participaron en 12 deportes.
En los 8.º Juegos de 1975, la federación consideró la inclusión de Brunéi, Indonesia y las Filipinas. Estos países fueron formalmente admitidos en 1977, el mismo año que la Federación de los Juegos Peninsulares del Sudeste Asiático cambiaron su nombre a la Federación de los Juegos del Sudeste Asiático y los juegos fueron llamados como los Juegos del Sudeste Asiático. Timor Oriental fue admitido en los 22.º Juegos del Sudeste Asiático en Vietnam.
Los Juegos del 2009 fueron la primera vez que se celebraron en Laos (Anteriormente había rechazado celebrarlos en 1965 debido a dificultades económicas). Del 9 al 18 de diciembre, se ha conmemorado el 50 aniversario de los juegos en Vientiane, Laos.

## Países participantes
| Nombres del NOC | Nombres formales                        | Debut | Código del COI | Otros códigos usados  |
| --------------- | --------------------------------------- | ----- | -------------- | --------------------- |
| Indonesia       | República de Indonesia                  | 1977  | INA            | IHO (1952) IDN (FIFA) |
| Camboya         | Reino de Camboya                        | 1961  | CAM            |                       |
| Brunéi          | Nación de Brunéi, Morada de Paz         | 1977  | BRU            |                       |
| Laos            | República Democrática Popular Lao       | 1959  | LAO            |                       |
| Malasia         | Federación de Malasia                   | 1959  | MAS            |                       |
| Birmania        | República de la Unión de Myanmar        | 1959  | MYA            | BIR (1948 @– 1992)    |
| Filipinas       | República de Filipinas                  | 1977  | PHI            | PHL (ISO)             |
| Singapur        | República de Singapur                   | 1959  | SGP            | PECADO (1959 @– 2016) |
| Tailandia       | Reino de Tailandia                      | 1959  | THA            |                       |
| Timor Oriental  | República Democrática de Timor Oriental | 2003  | TLS            | IOA (2000)            |
| Vietnam         | República Socialista de Vietnam         | 1959  | VIE            |                       |

## Deportes
De acuerdo con el Estatuto y las Reglas de la SEAGF, una nación anfitriona debe organizar un mínimo de 22 deportes: los dos deportes obligatorios de la categoría 1 (atletismo y deportes acuáticos), además de un mínimo de 14 deportes de la categoría 2 (Juegos Olímpicos y Juegos Asiáticos obligatorios. ) y un máximo de 8 deportes de la categoría 3 (sombreados en gris en la tabla siguiente). Cada deporte no ofrecerá más del 5% del total de medallas, excepto en atletismo, deportes acuáticos y tiro (el tiro fue elevado para esta categoría en 2013). Para que cada deporte y evento sea incluido, un mínimo de cuatro países deben participar en él. Se debe dar prioridad a los deportes que se compiten en los Juegos Olímpicos y los Juegos Asiáticos.
| Deportes      | Año                          |
| ------------- | ---------------------------- |
| Tiro con arco | 1977–1997, ya que 2001       |
| Arnis         | 1991, 2005, 2019             |
| Atletismo     | todos                        |
| Bádminton     | todos                        |
| Beisbol       | 2005–2007, 2011, ya que 2019 |
| Baloncesto    | 1979–2003, 2007, ya que 2011 |
| Boxeo         | todos                        |

| Deportes        | Año               |
| --------------- | ----------------- |
| Kickboxing      | ya que 2019       |
| Kurash          | ya que 2019       |
| Netball         | 2001, ya que 2015 |
| Polo            | 2007, ya que 2017 |
| Deporte scooter | 2011 solamente    |
| Tenis de mesa   | todos             |

## Naciones y ciudades anfitrionas
Desde que comenzaron los Juegos del Sudeste Asiático en 1959, se han celebrado en 15 ciudades de todos los países del Sudeste Asiático, excepto Camboya y Timor Oriental.
Lista de Juegos del Sudeste Asiático
| Juegos                                  | Año  | País anfitrión                                                    | Abierto por                                                       | Fecha                                                             | Deportes                                                          | Eventos                                                           | Naciones                                                          | Competidoras                                                      | Equipo mejor clasificado                                          | Árbitro                                                           |
| --------------------------------------- | ---- | ----------------------------------------------------------------- | ----------------------------------------------------------------- | ----------------------------------------------------------------- | ----------------------------------------------------------------- | ----------------------------------------------------------------- | ----------------------------------------------------------------- | ----------------------------------------------------------------- | ----------------------------------------------------------------- | ----------------------------------------------------------------- |
| Juegos Asiáticos del Sureste Peninsular |      |                                                                   |                                                                   |                                                                   |                                                                   |                                                                   |                                                                   |                                                                   |                                                                   |                                                                   |
| 1                                       | 1959 | Bangkok, Tailandia                                                | King Bhumibol Adulyadej                                           | 12-17 de diciembre                                                | 12                                                                | N/A                                                               | 6                                                                 | 518                                                               | Tailandia                                                         |                                                                   |
| 2                                       | 1961 | Rangún, Birmania                                                  | Presidente Win Maung                                              | 11-16 de diciembre                                                | 13                                                                | N/A                                                               | 7                                                                 | 623                                                               | Birmania                                                          |                                                                   |
| 1963                                    | 1963 | Otorgado a Camboya, cancelado debido a situación política interna | Otorgado a Camboya, cancelado debido a situación política interna | Otorgado a Camboya, cancelado debido a situación política interna | Otorgado a Camboya, cancelado debido a situación política interna | Otorgado a Camboya, cancelado debido a situación política interna | Otorgado a Camboya, cancelado debido a situación política interna | Otorgado a Camboya, cancelado debido a situación política interna | Otorgado a Camboya, cancelado debido a situación política interna | Otorgado a Camboya, cancelado debido a situación política interna |
| 3                                       | 1965 | Kuala Lumpur, Malasia                                             | Yang di-Pertuan Agong Ismail Nasiruddin                           | 14–21 de diciembre                                                | 14                                                                | N/A                                                               | 6                                                                 | 963                                                               | Tailandia                                                         |                                                                   |
| 4                                       | 1967 | Bangkok, Tailandia                                                | King Bhumibol Adulyadej                                           | 9-16 de diciembre                                                 | 16                                                                | N/A                                                               | 6                                                                 | 984                                                               | Tailandia                                                         |                                                                   |
| 5                                       | 1969 | Rangún, Birmania                                                  | Primer ministro Ne Win                                            | 6-13 de diciembre                                                 | 15                                                                | N/A                                                               | 6                                                                 | 920                                                               | Birmania                                                          |                                                                   |
| 6                                       | 1971 | Kuala Lumpur, Malasia                                             | Yang di-Pertuan Agong Ismail Nasiruddin                           | 6–13 de diciembre                                                 | 15                                                                | N/A                                                               | 7                                                                 | 957                                                               | Tailandia                                                         |                                                                   |
| 7                                       | 1973 | Singapur                                                          | Presidente Benjamin Sheares                                       | 1–8 de septiembre                                                 | 16                                                                | N/A                                                               | 7                                                                 | 1632                                                              | Tailandia                                                         |                                                                   |
| 8                                       | 1975 | Bangkok, Tailandia                                                | King Bhumibol Adulyadej                                           | 9–16 de diciembre                                                 | 18                                                                | N/A                                                               | 4                                                                 | 1142                                                              | Tailandia                                                         |                                                                   |
| Juegos del Sudeste Asiático             |      |                                                                   |                                                                   |                                                                   |                                                                   |                                                                   |                                                                   |                                                                   |                                                                   |                                                                   |
| 9                                       | 1977 | Kuala Lumpur, Malasia                                             | Yang di-Pertuan Agong Ismail Nasiruddin                           | 19-26 de noviembre                                                | 18                                                                | N/A                                                               | 7                                                                 | N/A                                                               | Indonesia                                                         |                                                                   |
| 10                                      | 1979 | Yakarta, Indonesia                                                | Presidente Suharto                                                | 21–30 de septiembre                                               | 18                                                                | N/A                                                               | 7                                                                 | N/A                                                               | Indonesia                                                         |                                                                   |
| 11                                      | 1981 | Manila, Filipinas                                                 | Presidente Ferdinand Marcos                                       | 6-15 de diciembre                                                 | 18                                                                | N/A                                                               | 7                                                                 | ≈1800                                                             | Indonesia                                                         | Archivado el 5 de junio de 2020 en Wayback Machine.               |
| 12                                      | 1983 | Singapur                                                          | Presidente Devan Nair                                             | 28 de mayo-6 de junio                                             | 18                                                                | N/A                                                               | 8                                                                 | N/A                                                               | Indonesia                                                         |                                                                   |
| 13                                      | 1985 | Bangkok, Tailandia                                                | King Bhumibol Adulyadeh                                           | 8-17 de diciembre                                                 | 18                                                                | N/A                                                               | 8                                                                 | N/A                                                               | Tailandia                                                         |                                                                   |
| 14                                      | 1987 | Yakarta, Indonesia                                                | Presidente Suharto                                                | 9-20 de septiembre                                                | 26                                                                | N/A                                                               | 8                                                                 | N/A                                                               | Indonesia                                                         |                                                                   |
| 15                                      | 1989 | Kuala Lumpur, Malasia                                             | Yang di-Pertuan Agong Azlan Shah                                  | 20-31 de agosto                                                   | 24                                                                | N/A                                                               | 9                                                                 | ≈2800                                                             | Indonesia                                                         |                                                                   |
| 16                                      | 1991 | Manila, Filipinas                                                 | Presidente Corazón Aquino                                         | 24 de noviembre-3 de diciembre                                    | 28                                                                | N/A                                                               | 9                                                                 | N/A                                                               | Indonesia                                                         | Archivado el 5 de junio de 2020 en Wayback Machine.               |
| 17                                      | 1993 | Singapur                                                          | Presidente Wee Kim Wee                                            | 12–20 Hunio                                                       | 29                                                                | N/A                                                               | 9                                                                 | ≈3000                                                             | Indonesia                                                         |                                                                   |
| 18                                      | 1995 | Chiang Mai, Tailandia                                             | Corona Príncipe Vajiralongkorn                                    | 9–17 de diciembre                                                 | 28                                                                | N/A                                                               | 10                                                                | 3262                                                              | Tailandia                                                         |                                                                   |
| 19                                      | 1997 | Yakarta, Indonesia                                                | Presidente Suharto                                                | 11-19 de octubre                                                  | 36                                                                | 490                                                               | 10                                                                | 5179                                                              | Indonesia                                                         |                                                                   |
| 20                                      | 1999 | Bandar Seri Begawan, Brunéi                                       | Sultan Hassanal Bolkiah                                           | 7-15 de agosto                                                    | 21                                                                | 233                                                               | 10                                                                | 2365                                                              | Tailandia                                                         |                                                                   |
| 21                                      | 2001 | Kuala Lumpur, Malasia                                             | Yang di-Pertuan Agong Salahuddin                                  | 8–17 de septiembre                                                | 32                                                                | 391                                                               | 10                                                                | 4165                                                              | Malasia                                                           |                                                                   |
| 22                                      | 2003 | Hanói y Ho Chi Minh City, Vietnam                                 | Primer ministro Phan Văn Khải                                     | 5–13 de diciembre                                                 | 32                                                                | 442                                                               | 11                                                                | ≈5000                                                             | Vietnam                                                           |                                                                   |
| 23                                      | 2005 | Manila, Filipinas                                                 | Presidente Gloria Macapagal Arroyo                                | 27 de noviembre-5 de diciembre                                    | 40                                                                | 443                                                               | 11                                                                | 5336                                                              | Filipinas                                                         | Archivado el 5 de junio de 2020 en Wayback Machine.               |
| 24                                      | 2007 | Nakhon Ratchasima, Tailandia                                      | Corona Príncipe Vajiralongkorn                                    | 6–15 de diciembre                                                 | 43                                                                | 475                                                               | 11                                                                | 5282                                                              | Tailandia                                                         |                                                                   |
| 25                                      | 2009 | Vientianne, Laos                                                  | Presidente Choummaly Sayasone                                     | 9–18 de diciembre                                                 | 29                                                                | 372                                                               | 11                                                                | 3100                                                              | Tailandia                                                         |                                                                   |
| 26                                      | 2011 | Yakarta y Palembang, Indonesia                                    | Presidente Susilo Bambang Yudhoyono                               | 11-22 de noviembre                                                | 44                                                                | 545                                                               | 11                                                                | 5965                                                              | Indonesia                                                         |                                                                   |
| 27                                      | 2013 | Naypyidaw, Birmania                                               | Bise Presidente Nyan Tun                                          | 11-22 de diciembre                                                | 37                                                                | 460                                                               | 11                                                                | 4730                                                              | Tailandia                                                         |                                                                   |
| 28                                      | 2015 | Singapur                                                          | Presidente Tony Tan                                               | 5–16 de junio                                                     | 36                                                                | 402                                                               | 11                                                                | 4370                                                              | Tailandia                                                         |                                                                   |
| 29                                      | 2017 | Kuala Lumpur, Malasia                                             | Yang di-Pertuan Agong Muhammad V                                  | 19–30 de agosto                                                   | 38                                                                | 404                                                               | 11                                                                | 4709                                                              | Malasia                                                           |                                                                   |
| 30                                      | 2019 | Filipinas                                                         | Presidente Rodrigo Duterte                                        | 30 de noviembre–11 de diciembre                                   | 56                                                                | 530                                                               | 11                                                                | 5630                                                              | Filipinas                                                         | Archivado el 13 de mayo de 2020 en Wayback Machine.               |
| 31                                      | 2021 | Hanói, Vietnam                                                    | Presidente Nguyễn Xuân Phúc                                       | 12-23 de mayo de 2022                                             | 40                                                                | 526                                                               | 11                                                                | 5467                                                              | Vietnam                                                           |                                                                   |
| 32                                      | 2023 | Phnom Penh, Camboya                                               | King Norodom Sihamoni (esperado)                                  | 5–16 Mayo                                                         | evento futuro                                                     | evento futuro                                                     | evento futuro                                                     | evento futuro                                                     | evento futuro                                                     | evento futuro                                                     |
| 33                                      | 2025 | Chonburi, Tailandia                                               | King Vajiralongkorn (esperado)                                    | 5 Diciembre–19 Diciembre                                          | evento futuro                                                     | evento futuro                                                     | evento futuro                                                     | evento futuro                                                     | evento futuro                                                     | evento futuro                                                     |
| 34                                      | 2027 | Brunéi                                                            | Sultan Hassanal Bolkiah (esperado)                                | 10–21 Diciembre                                                   | evento futuro                                                     | evento futuro                                                     | evento futuro                                                     | evento futuro                                                     | evento futuro                                                     | evento futuro                                                     |
| 35                                      | 2029 | Laos                                                              | TBD                                                               | evento futuro                                                     | evento futuro                                                     | evento futuro                                                     | evento futuro                                                     | evento futuro                                                     | evento futuro                                                     | evento futuro                                                     |

## Tabla de todas las medallas
Con referencia al dato oficial del Consejo Olímpico de Asia.
| Núm. | Nación               | Juegos | Oro  | Plata | Bronce | Total |
| ---- | -------------------- | ------ | ---- | ----- | ------ | ----- |
| 1    | Tailandia (THA)      | 29     | 2162 | 1826  | 1822   | 5810  |
| 2    | Indonesia (INA)      | 21     | 1751 | 1621  | 1669   | 5041  |
| 3    | Malasia (MAS)        | 29     | 1248 | 1215  | 1615   | 4078  |
| 4    | Filipinas (PHI)      | 21     | 919  | 1075  | 1358   | 3352  |
| 5    | Singapur (SGP)       | 29     | 894  | 956   | 1294   | 3144  |
| 6    | Vietnam (VIE)        | 22     | 830  | 779   | 889    | 2498  |
| 7    | Birmania (MYA)       | 29     | 560  | 723   | 941    | 2224  |
| 8    | Laos (LAO)           | 20     | 68   | 89    | 291    | 448   |
| 9    | Camboya (CAM)        | 15     | 65   | 109   | 221    | 395   |
| 10   | Brunéi( BRU)         | 19     | 12   | 49    | 159    | 220   |
| 11   | Timor Oriental (TLS) | 6      | 3    | 5     | 21     | 29    |